# Plamica kasztanowata
Plamica kasztanowata (Arthonia spadicea Leight.) – gatunek grzybów z rodziny plamicowatych (Arthoniaceae). Z powodu współżycia z glonami zaliczany jest także do porostów.

## Systematyka i nazewnictwo
Pozycja w klasyfikacji według Index Fungorum: Arthonia, Arthoniaceae, Arthoniales, Arthoniomycetidae, Arthoniomycetes, Pezizomycotina, Ascomycota, Fungii.
Niektóre synonimy naukowe:

- Arthonia lurida Ach. 1810
- Arthonia lurida var. spadicea (Leight.) Nyl. 1856
- Coniangium luridum (Ach.) Körb. 1855
- Coniangium spadiceum (Leight.) Arnold 1873
- Coniocarpon spadiceum (Leight.) Arnold 1873
- Diarthonis lurida (Ach.) Clem. 1909
- Opegrapha spadicea (Leight.) M. Choisy 1950[3].

Nazwa polska według Krytycznej listy porostów i grzybów naporostowych Polski.

## Morfologia
Porost skorupiasty o plesze bardzo cienkiej, gładkiej i jednolitej. Wchodzi w związek z glonami z rodzaju Trentepohlia. Plecha ma kolor szarozielonawy lub oliwkowy.
Wytwarza liczne apotecja. Mają średnicę 0,5 do 1,5 milimetra i dość zmienny kształt – od kolistego do nieznacznie nieregularnego. Młodsze do plechy przylegają szeroko, starsze są odstające. Mają płaskie lub nieco wypukłe tarczki o barwie kasztanowatobrunatnej lub niemal czarnej. Są matowe lub nieco błyszczące. Brzeżka plechowego brak. Hymenium o grubości 25–40 μm i barwie żółtawobrunatnej lub pomarańczowobrunatnej. Hypotecjum pomarańczowobrunatne.
Wytwarza dwutunikowe worki. W jednym worku powstaje po 8 dwukomórkowych zarodników o wymiarach 7–9 na 3–4 μm. Są elipsoidalne lub podłużnie owalne, w dolnej części zwężone.
Reakcje barwne: I+ czerwony, K+ purpurowy lub ciemnofioletowy.

## Występowanie i siedlisko
Opisano występowanie tego gatunku w Europie, Azji i Afryce. W Polsce występuje w rozproszeniu na niżu. W górach jest rzadki.
Rośnie w lasach, na korze drzew, głównie liściastych, rzadziej iglastych. Rozwija się głównie u nasady pni. Zanotowano występowanie na jodle, klonach, olchach, brzozach, grabie, leszczynie, buku, jesionach, sosnach, topolach, dębach, jarzębach, lipach, wiązach.